# لويس بيزارو
لويس بيزارو (بالإنجليزية: Luis Pizarro)‏ (مواليد 26 أكتوبر 1962) هو ملاكم من بورتوريكو، مثّل بلاده في الألعاب الأولمبية الصيفية 1980.

## روابط خارجية
لويس بيزارو على موقع أوليمبيديا (الإنجليزية)